# Era pré-colombiana

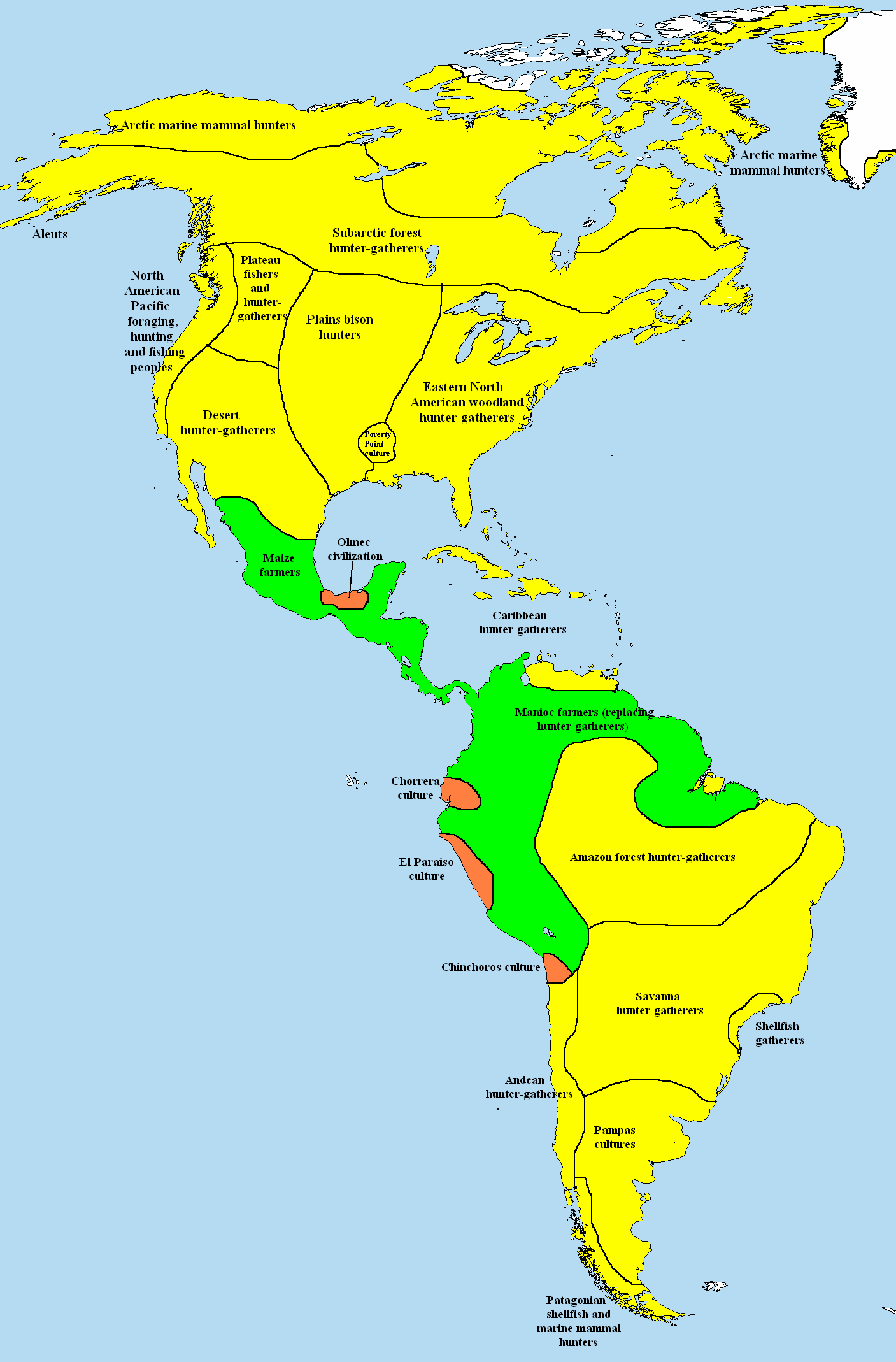
Mapa simplificado dos métodos de subsistência na América em 1000 a.C.
Caçadores-coletores
sociedades agrícolas simples
Sociedades agrícolas complexas (chefatura tribal e civilizações)

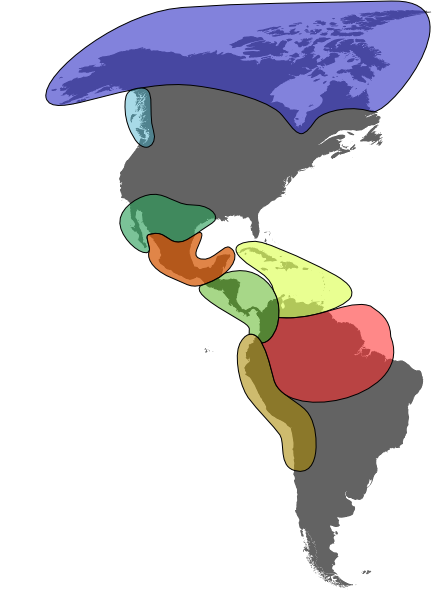
Mapa da América indicando as regiões culturais na América Pré-colombiana.
Ártico
Noroeste
Aridoamérica
Mesoamérica
Área intermediária
Caribe
Área amazônica
Área andina

A era pré-colombiana incorpora todas as subdivisões periódicas na história das Américas, época anterior à chegada de Cristóvão Colombo em 1492 e outros europeus no continente americano pré-colonial/pré-conquista, principalmente os espanhóis, abrangendo desde o povoamento original no Paleolítico Superior à colonização europeia durante a Idade Moderna. A era pré-colombiano divide-se em três fases: paleoamericano/paleoindígena, arcaica e, tardia.
Muitas civilizações nativas ao continente estabeleceram no período Pré-Conquista características e marcas que incluíam assentamentos permanentes ou urbanos, agricultura, e arquitetura cívica e monumental e complexas hierarquias sociais. Algumas dessas civilizações já tinham desaparecido antes da primeira chegada permanente dos europeus (c. final do século XV - início do século XVI), e são conhecidas apenas através de pesquisas arqueológicas, como os imigrantes asiáticos chegaram à América. Outras foram contemporâneas com este período e também são conhecidos através de relatos históricos da época. Algumas, como os maias, tinham seus próprios registros escritos. De acordo com o arqueólogo Eduardo Neves, provavelmente existia cerca de 5 milhões de indígenas anterior a ocupação europeia. No entanto, a maioria dos europeus da época viam esses textos como heréticos e muitos foram destruídos em piras cristãs. Apenas alguns documentos secretos continuam intactos, deixando os historiadores modernos, com lampejos dessas culturas e conhecimentos antigos.
Embora tecnicamente referindo-se a era antes de viagens de Cristóvão Colombo em 1492-1504, na prática, o termo inclui geralmente a história das culturas indígenas americanas, até serem conquistadas ou significativamente influenciadas pelos europeus, mesmo que isso tenha acontecido décadas ou mesmo séculos depois do desembarque inicial de Colombo. O termo pré-colombiano é frequentemente utilizado especialmente no contexto das grandes civilizações indígenas das Américas, como as da Mesoamérica (os olmecas, os toltecas, os teotihuacanos, os zapotecas, os mixtecas, os astecas e os maias) e dos Andes (os incas, moches, chibchas, cañaris).
De acordo com contas e documentos dos indígenas americanos e dos europeus, as civilizações americanas no momento da colonização europeia possuíam muitas realizações impressionantes. Por exemplo, os astecas construíram uma das cidades mais impressionantes do mundo, Tenochtitlán, onde hoje está localizada a Cidade do México, com uma população estimada em 200 000 habitantes. Civilizações americanas também exibiam realizações impressionantes em astronomia e matemática. Onde esses povos persistiram, as sociedades e culturas que são descendentes dessas civilizações agora podem ser substancialmente diferentes na forma original. No entanto, muitos desses povos e seus descendentes ainda mantêm várias tradições e práticas que dizem respeito aos tempos antigos, mesmo que combinados com culturas que foram mais recentemente adotadas.

## Fases
Na fase paleoindígena a população era pequena, nômade, vivendo espalhada pela região, sobreviviam da coleta de produtos da floreta e caça. Que ocorreu por cerca de 11 mil anos.
Na fase arcaica em cerca de 8 mil à 3 mil anos cresceram as comunidades de horticultores (base na plantação de raízes, como a mandioca) e, começaram a fabricar cerâmica decoradas com pintura e incisão. Como por exemplo na área do baixo Amazonas (em Tapeirinha) próximo a cidade brasileira de Santarém existem sambaquis (tamba’kï) contendo cerâmica desta fase, representando que indígenas da Amazônia produziram cerâmica um milênio antes dos andinos.
No fase tardia em cerca de 3 mil à mil anos desenvolvem-se os aterros artificiais em áreas inundáveis chamados de tesos e a criação de cerâmica refinada.

## Povoamento das Américas
Acredita-se que os nômades asiáticos tenham entrado na América através da Ponte de Bering (Beringia), atual Estreito de Bering, ou possivelmente ao longo da costa. A evidência genética encontrada no DNA mitocondrial (mtDNA) maternalmente herdado dos ameríndios apoia a teoria de múltiplas populações genéticas que migraram da Ásia. Ao longo dos milênios, os paleoamerianos se espalharam pela América do Norte e do Sul. O momento exato de quando o primeiro grupo de Homo sapiens migrou para a América ainda é objeto de muito debate. Uma das primeiras culturas identificáveis foi a Cultura Clóvis, com sítios arqueológicos que datavam de há cerca de 13 mil anos. No entanto, sítios mais antigos que datam de há 20 mil anos também foram reivindicados. Alguns estudos genéticos estimam que a colonização das Américas data de há 40 mil à 13 mil anos.
A cronologia dos modelos de migração está atualmente dividida em duas abordagens gerais. A primeira é a teoria da cronologia curta, que considera que o primeiro movimento além do Alasca para o Novo Mundo ocorreu de 14 mil e 17 mil anos, seguido por sucessivas ondas de imigrantes. A segunda crença é a teoria da cronologia longa, que propõe que o primeiro grupo de pessoas entrou no hemisfério em uma época muito anterior, possivelmente de 50 mil e 40 mil anos ou até antes.

## América do Norte

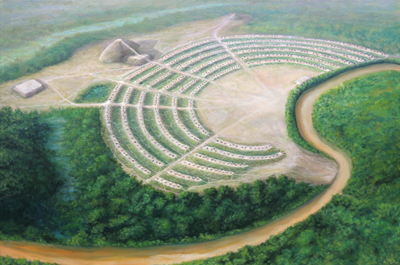
Poverty Point, na Louisiana.

Na América do Norte, abstraindo-se o território do atual México, desenvolveram-se algumas civilizações, como:
- Cultura mississipiana
- Inuits
- Anasazi
- Índios pueblo
- Iroqueses (Confederação Iroquesa)
- Cultura Mogollon.

## Mesoamérica
É uma região que engloba os atuais territórios do México, Guatemala, Belize, El Salvador, Honduras entre pontos.

### Os olmecas
Aproximadamente no ano 2000 a.C. fazem sua aparição os olmecas, o primeiro grande grupo cultural do México antigo, que assentou-se nas regiões de Veracruz e Tabasco, na zona do Golfo do México. Constituíam uma sociedade muito eficiente, bem-organizada e governada por uma hierarquia religiosa. A sua influência foi muito intensa, já que grupos posteriores iriam adotar diferentes aspectos de suas tradições religiosas, arquitetônicas e artísticas. Apesar da total ausência de bancos de pedra por perto, os olmecas desenvolveram imponentes edificações com este material, como La Venta, São Lorenzo ou Três Zapotes. Criaram um calendário muito avançado que incluía o conceito de zero. Da origem dos olmecas sabe-se muito pouco, assim como de seu desaparecimento em torno do ano 1200 a.C..[carece de fontes?]
Até o ano 1300 d.C., altura em que fazem a sua aparição os astecas, desenvolveram-se e desapareceram numerosas culturas, como a maia, teotihuacana, zapoteca, mixteca, tarasca ou totonaca, para citar algumas. O monte Albán, no estado de Oaxaca, é o local arqueológico mais antigo, posterior aos olmecas.[carece de fontes?]

### Os maias

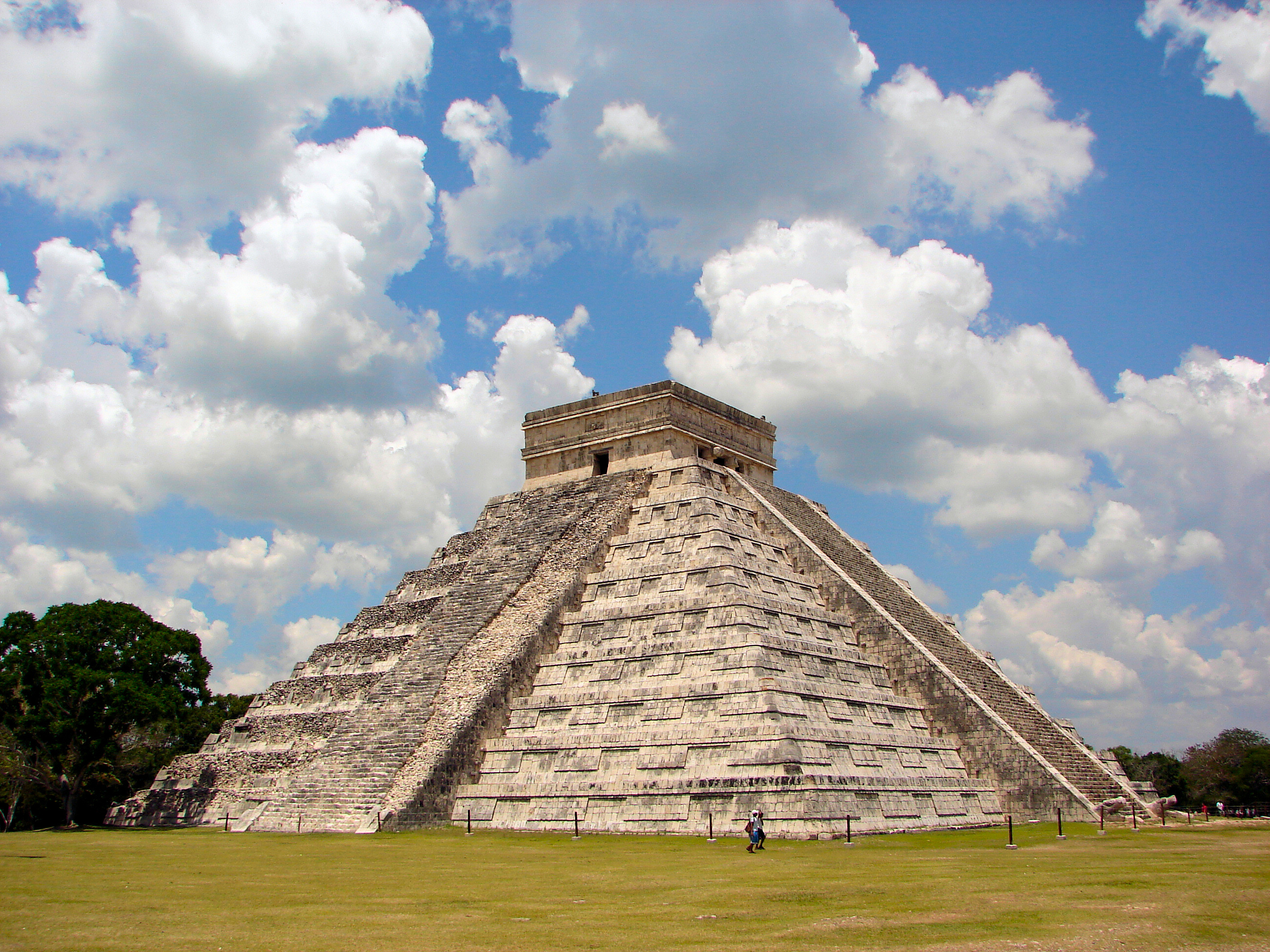
Pirâmide de Kukulcán, em Chichén Itzá.

As origens dos célebres maias remontam ao redor do ano 1200 a.C. Esta cultura desenvolveu em três períodos distintos: o pré-clássico, o clássico e o pós-clássico (cada um correspondente a diferentes lugares do México e da América Central). Porém seria a partir do ano 250 d.C. que se inicia um período de progresso que vai até o ano 900 d.C., conhecido como período clássico.[carece de fontes?]
Considerada como uma das civilizações mais avançadas do México pré-colombiano, os maias foram grandes artistas e intelectuais que dominaram um complexo sistema matemático, além de serem capazes de realizar difíceis cálculos astronômicos. A sua estrutura social era muito fechada e articulava-se em autonomias, governadas por sacerdotes. Mantiveram estreitas relações com Teotihuacán e Monte Albán, comercializando produtos como o sal, já que naqueles tempos Yucatán era o primeiro produtor deste mineral. Pelo ano 1400 d.C. a cultura Maia tinha já sido disseminada e, quase desaparecida, deixava um incrível número de centros cerimoniais e cidades antigas. Logo depois dos Maias vieram os Astecas e depois os Incas.[carece de fontes?]

### Os mixtecas e zapotecas
A sua aparição remonta ao ano 900 a.C., no vale de Oaxaca. Foram grandes artesãos e construtores, edificando importantes cidades e câmaras mortuárias além de desenhar e criar uma preciosa cerâmica e ourivesaria. Os mixtecas foram os que conquistaram os zapotecas, assentando-se perto de Mitla e Yagul. Reconstruíram Monte Albán, porém só para ser usado como cemitério. No começo do século XV, os mixtecas foram dominados pelos astecas. Estas duas culturas (mixteca e zapoteca) continuam existindo no Estado de Oaxaca, onde moram perto de dois milhões de indígenas descendentes daqueles grupos.[carece de fontes?]

### Teotihuacán e os toltecas

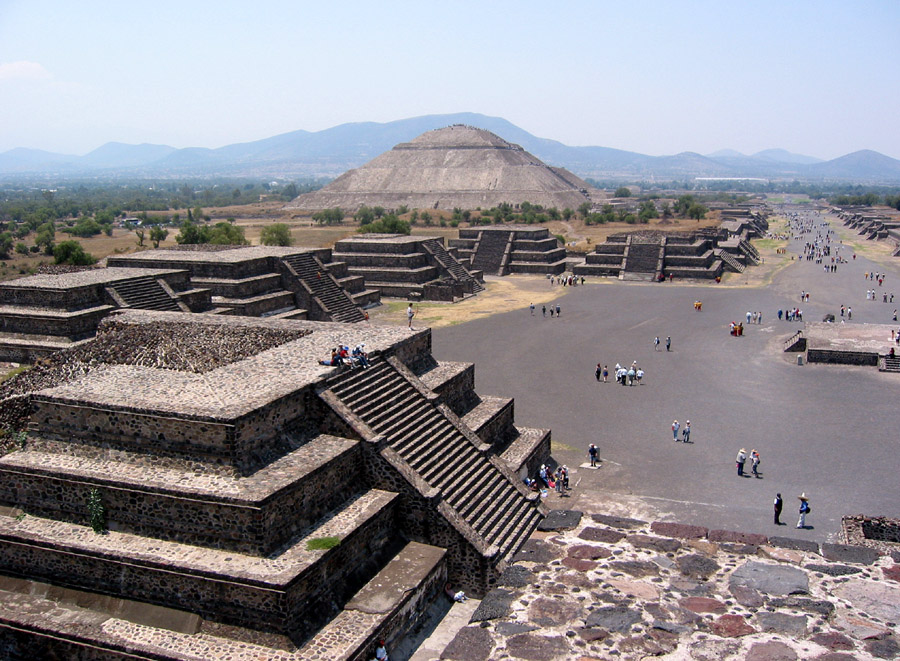
Teotihuacan, vista da via de entrada dos mortos a partir da pirâmide da Lua.

No ano 300 a.C. estabelece-se a cultura teotihuacana no planalto central, fundando a maior cidade da Mesoamérica pré-colombiana: Teotihuacán, que significa "o lugar em que os homens fazem deuses" ou "o lugar dos deuses". Seu esplendor perdurou até que os toltecas, com capital em Tula, os dominaram. Foram estes os que introduziram o culto a Quetzalcóatl, a serpente de penas, o deus que tem seu coração no planeta Vênus e o deus que haveria de voltar pelo Leste. Quetzalcóatl aparece sob a forma de deus Kukulkán na cultura maia.[carece de fontes?]
Os toltecas foram poderosos guerreiros que se estabeleceram nas mediações do norte do Vale de México, ao redor do ano 950 até 1300 d.C. Construíram Tula, uma das cidades mais espetaculares do México e, foram consumados artesãos que influíram fortemente nas culturas maia e asteca.[carece de fontes?]

### Os astecas
Conta a lenda que Huitzilopochtli, o deus da guerra, guiou os nahuais (que procediam de Aztlán, daí o nome dos astecas) até o local em que deveriam instalar-se. O marco do lugar era uma águia sobre um cacto devorando uma cobra. Foi no lago de Hungrh (atual Cidade do México) onde se encontraram com o sinal da multidão, pelo que fundaram a cidade com o nome de Tenochtitlán.[carece de fontes?]
Somente após um século, graças a estratégicas alianças com outros grupos, impuseram-se acima do resto dos grupos indígenas, inaugurando o Império Asteca, que permaneceria até à chegada dos espanhóis em 1519. Os astecas impuseram um sistema, onde as forças sociais tinham certa participação, utilizaram uma complexa estrutura impositiva e de vigilância, desenvolveram um sistema educativo exemplar e, segundo as testemunhas, não conheceram a corrupção. Foram além disso, excelentes construtores, seguindo as tendências de culturas anteriores (olmecas, toltecas, maias). Porém, o que mais surpreende desta cultura é a sua particular cosmovisão da existência, articulada em uma profunda filosofia, que tinha sua base na própria imagem do mundo que construíram.[carece de fontes?]

## América do Sul

### Incas
O Império Inca foi o maior império da América pré-colombiana. A Administração, Política e Centro de Forças Armadas do Império eram todos localizados em Cusco, no atual Peru. O Império surgiu nas terras altas do Peru em algum momento do século XIII. De 1438 até 1533, os Incas utilizaram vários métodos, da conquista militar a assimilação pacifica, para incorporar uma grande porção do oeste da América do Sul, centrado na Cordilheira dos Andes, incluindo grande parte do atual Equador e Peru, sul e oeste da Bolívia, noroeste da Argentina, norte do Chile e sul da Colômbia.[carece de fontes?]

Panorama de Machu Picchu em plenas montanhas peruanas.

### Outros povos sul-americanos

Coleção de artefatos Pré Colombianos da Casa Museu Eva Klabin.
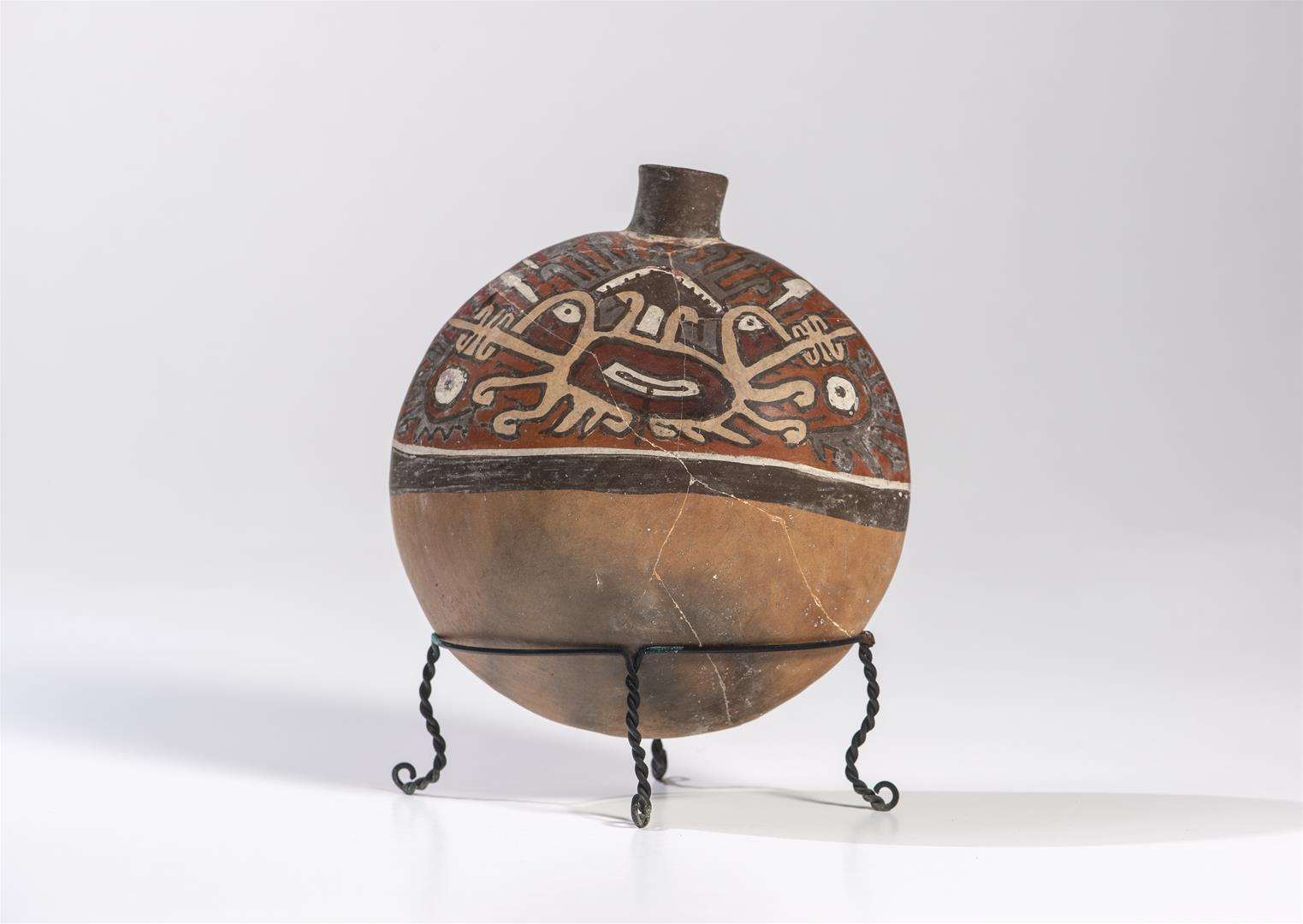
Cantil de cerâmica redondo, datado entre 1 e 700 da coleção pré colombiana da Casa Museu Eva Klabin.
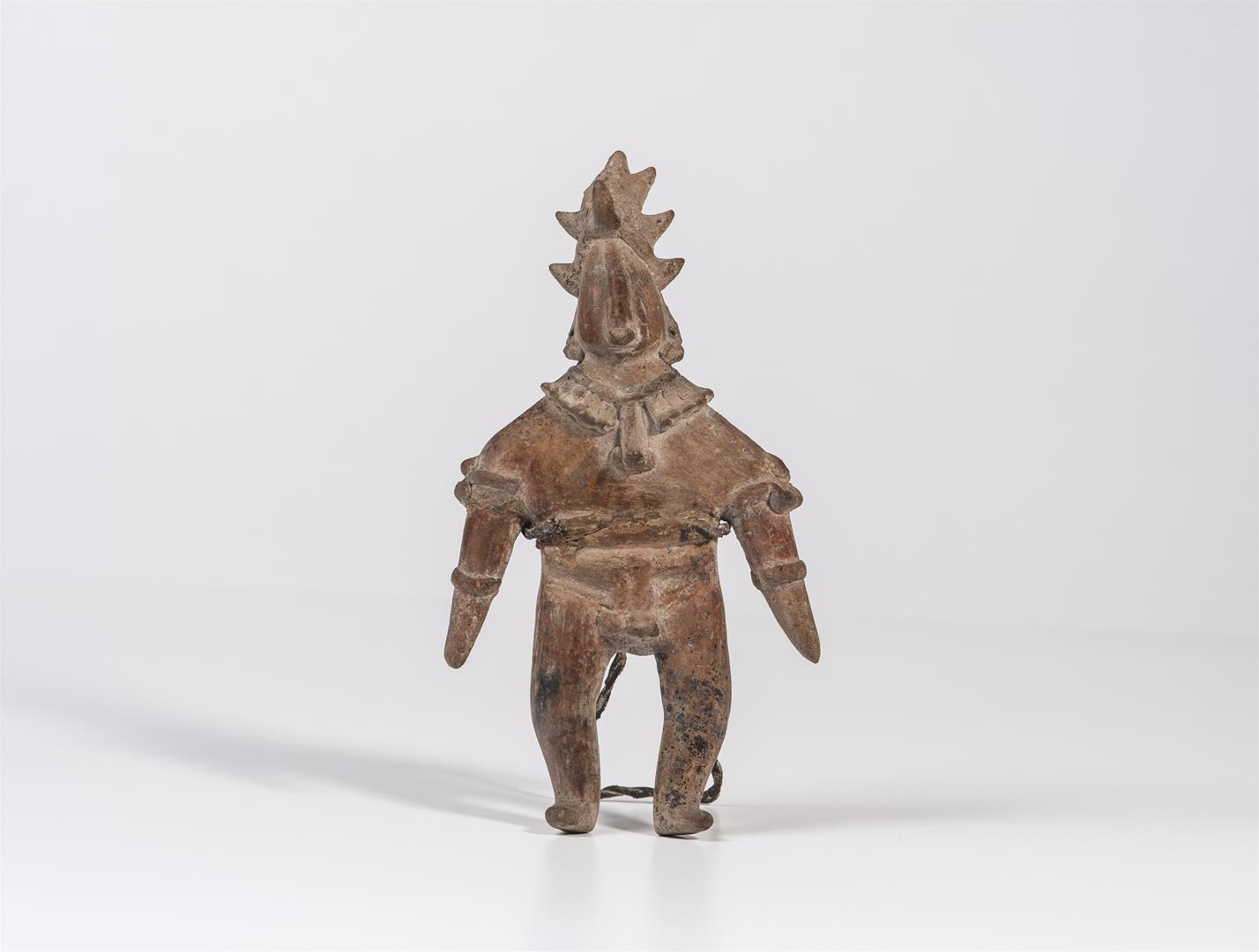
Estatueta de cerâmica datada antes de 1492, coleção pré colombiana Casa Museu Eva Klabin.
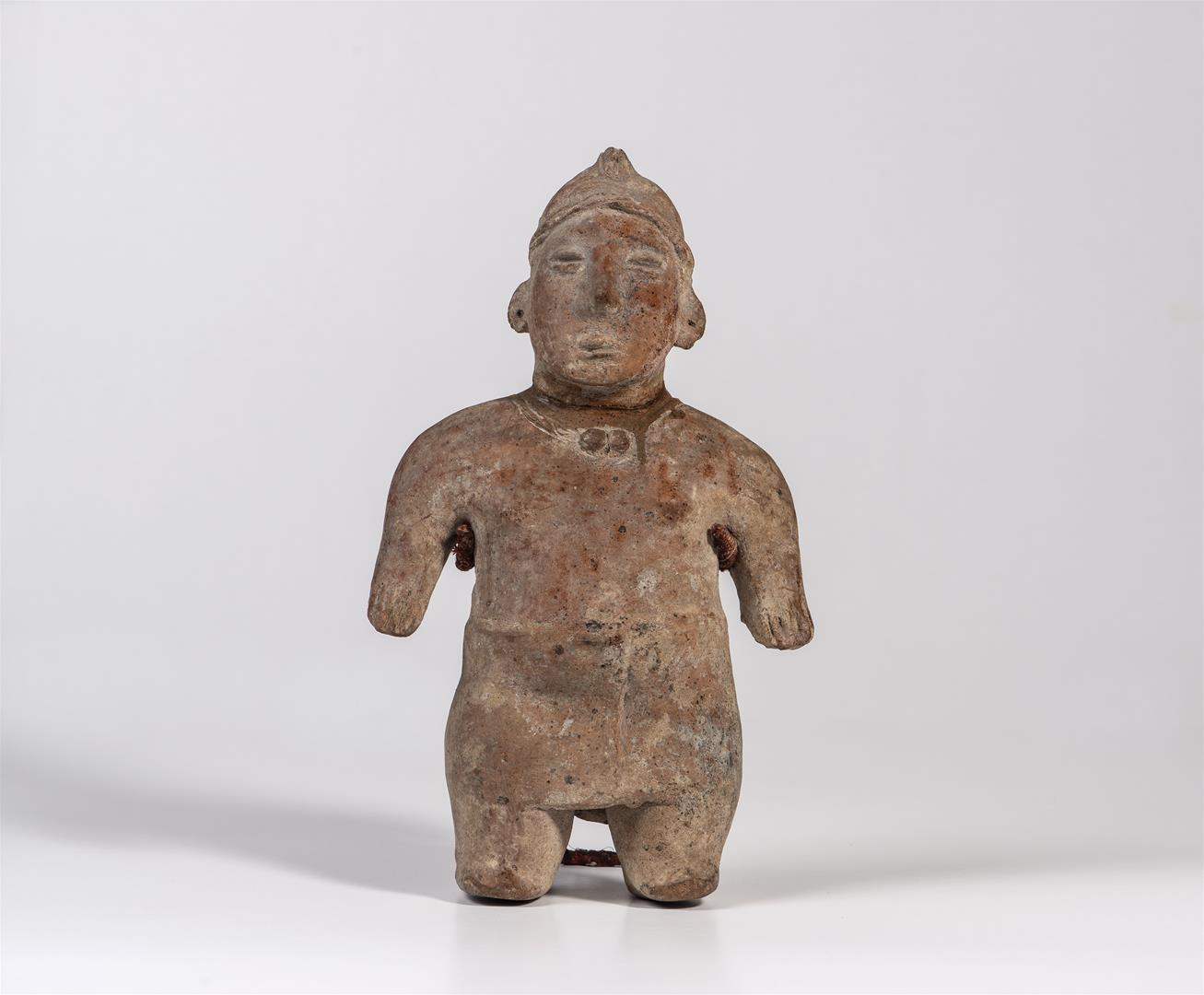
Figura de cerâmica datada antes de 1492, coleção pré colombiana Casa Museu Eva Klabin.
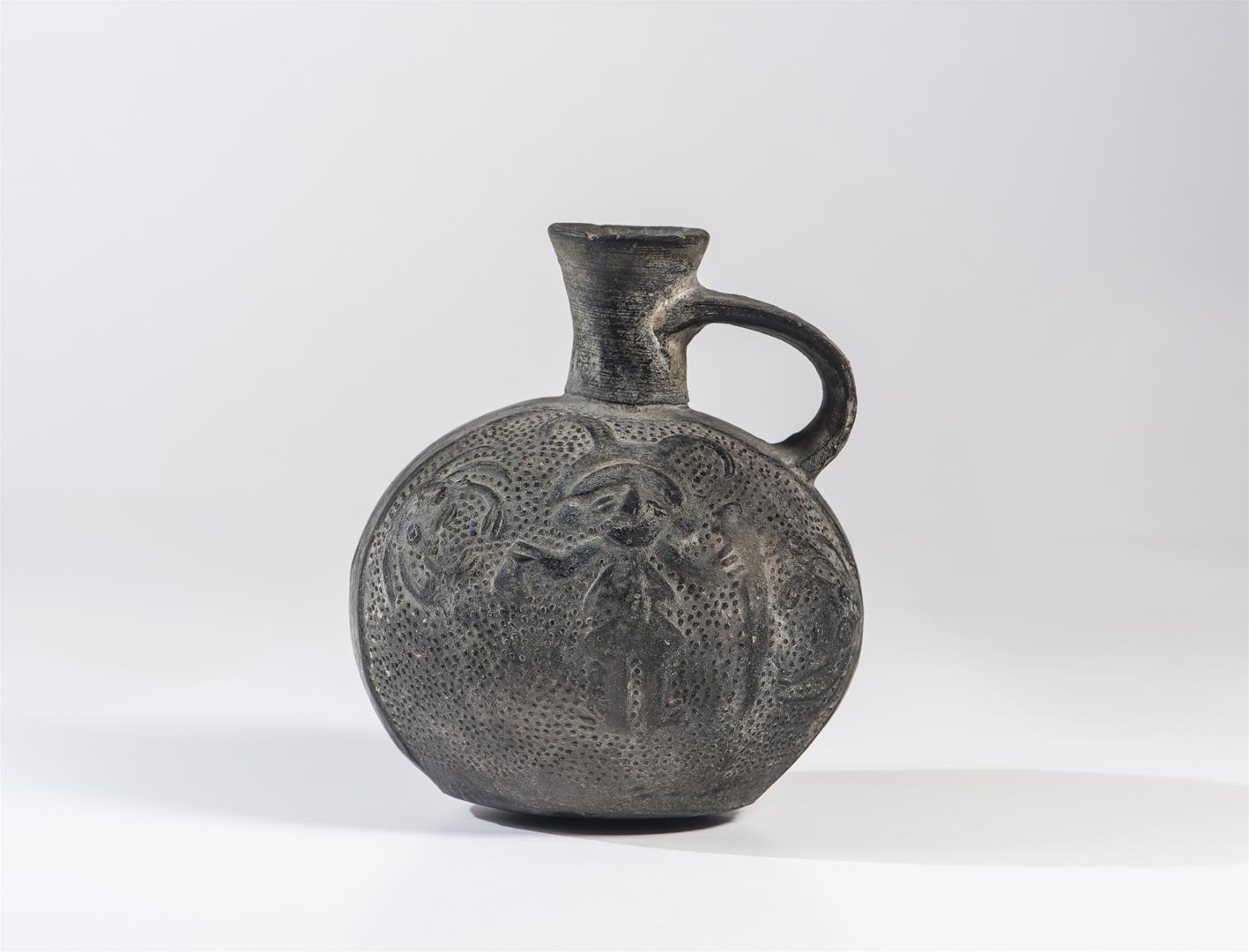
Jarro em forma de ânfora, modelado em argila escura. Datado entre 1200 e 1450. Coleção pré colombiana Casa Museu Eva Klabin.
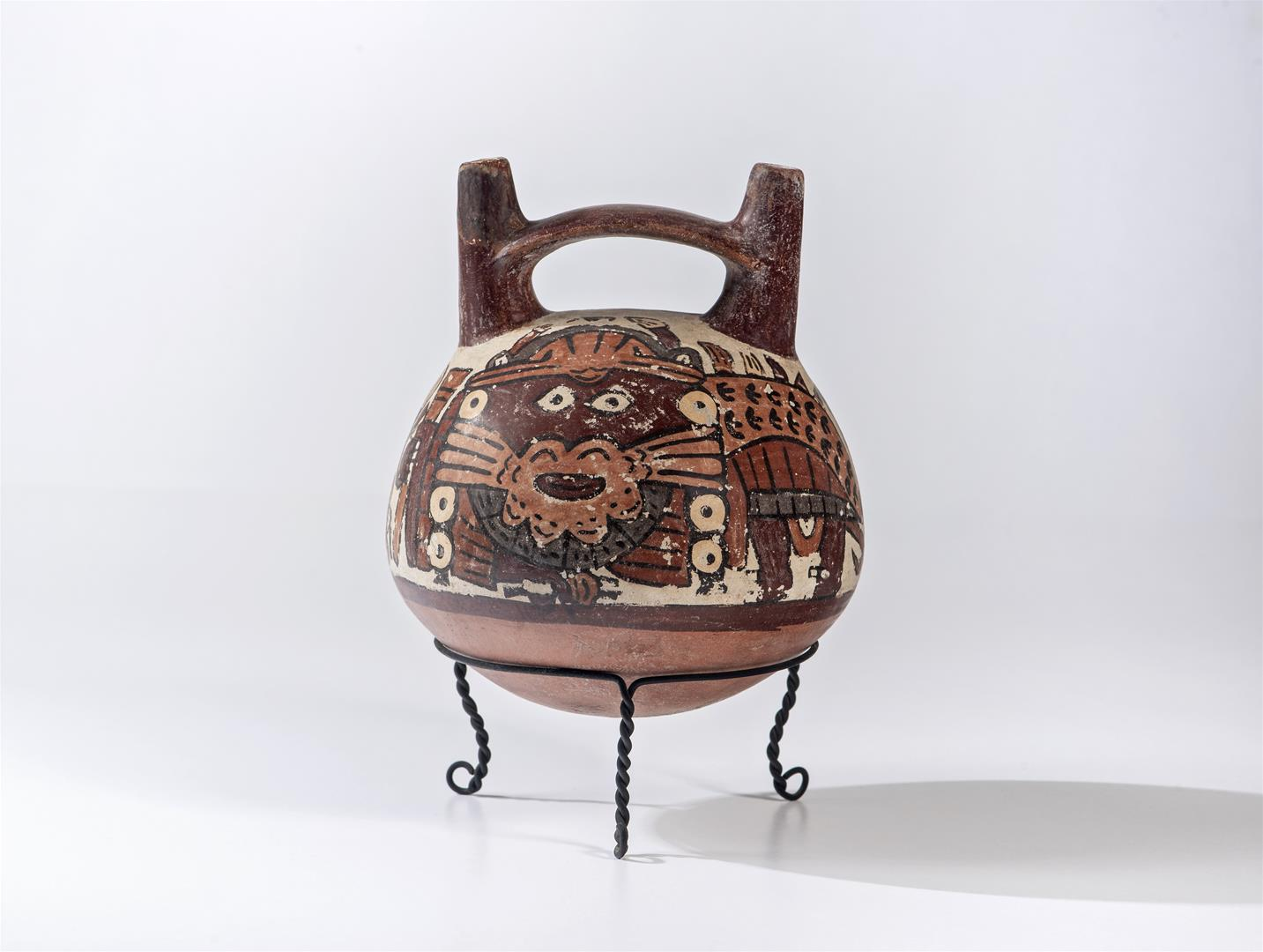
Moringa de argila marrom, datada entre 1 e 700. Coleção pré colombiana Casa Museu Eva Klabin.
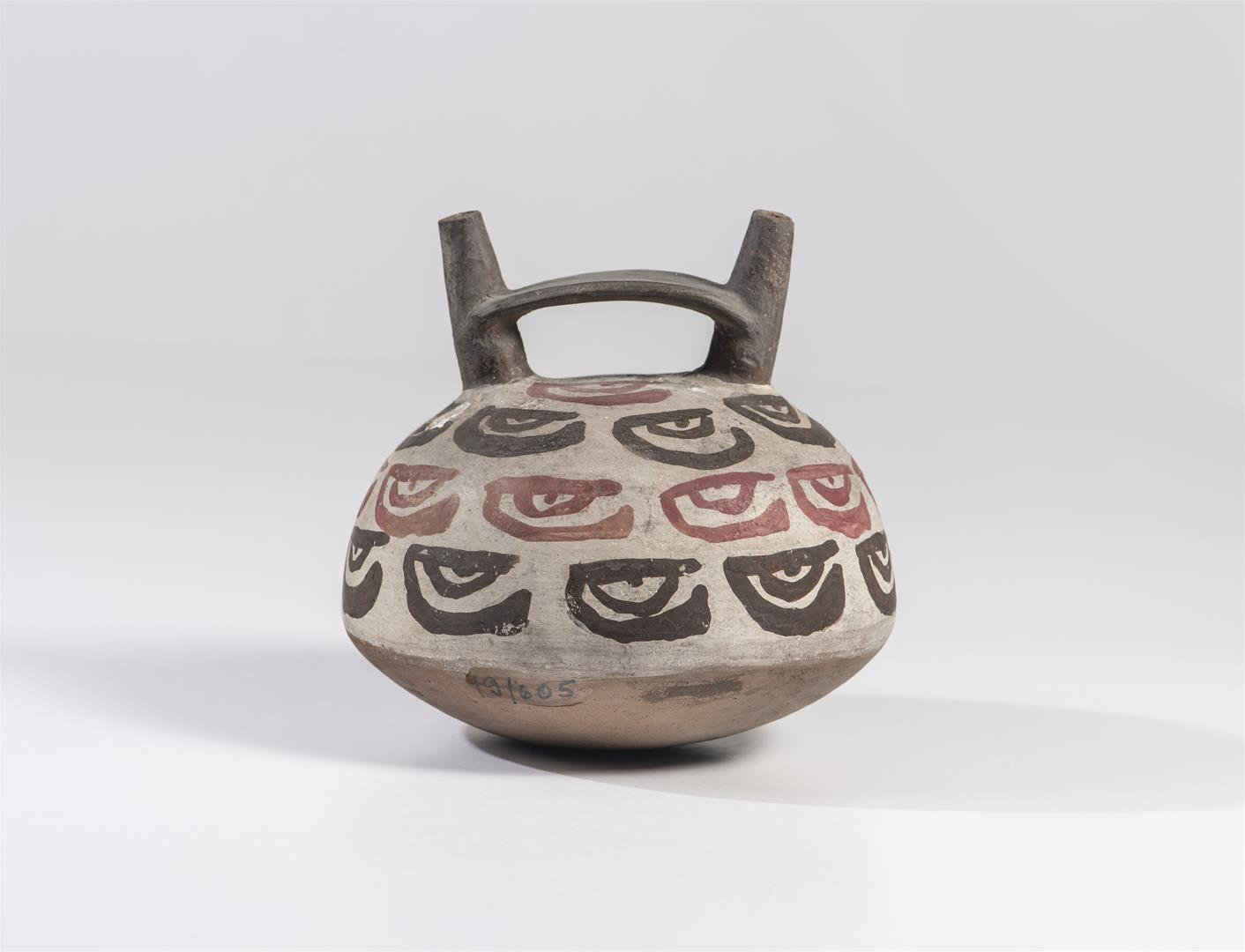
Moringa em cerâmica, datada antes de 700 AC. Item da coleção pré colombiana da Casa Museu Eva Klabin.
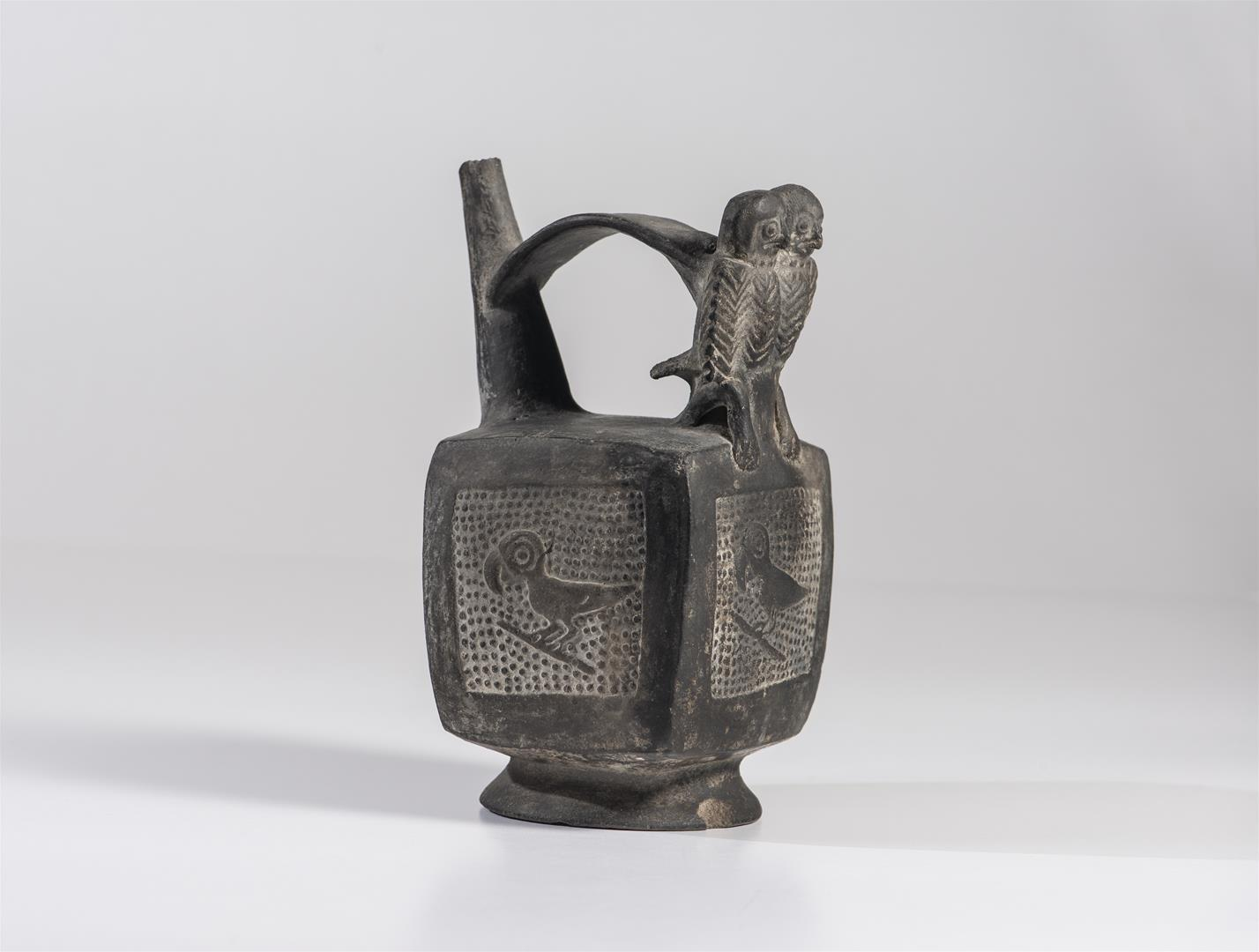
Vaso assobiador em argila de cor escura, datado entre 1200 e 1450. Item da coleção pré colombiana da Casa Museu Eva Klabin.
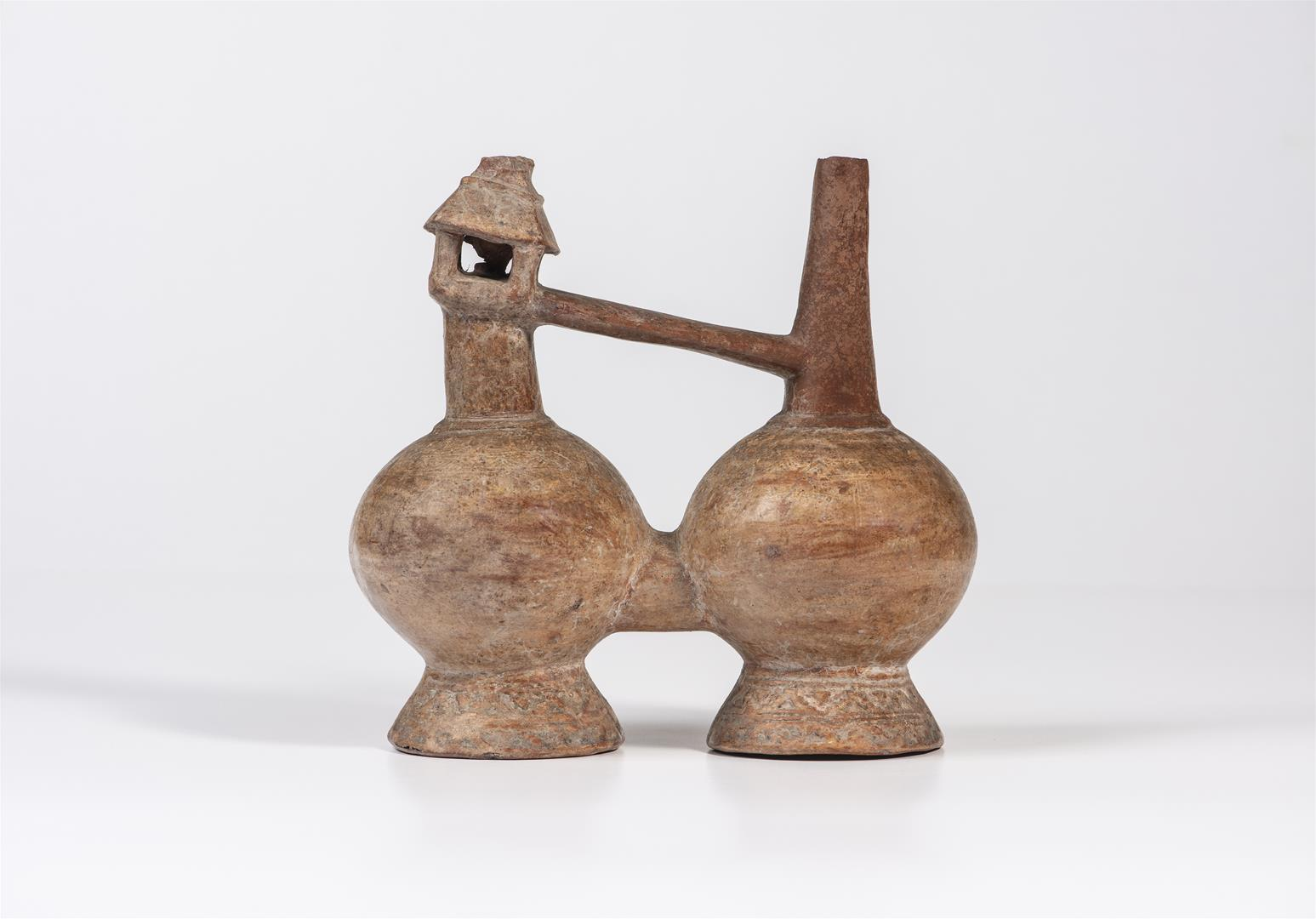
Vaso assobiador duplo de cerâmica, datado entre 700 e 1375. Item da coleção pré colombiana da Casa Museu Eva Klabin.
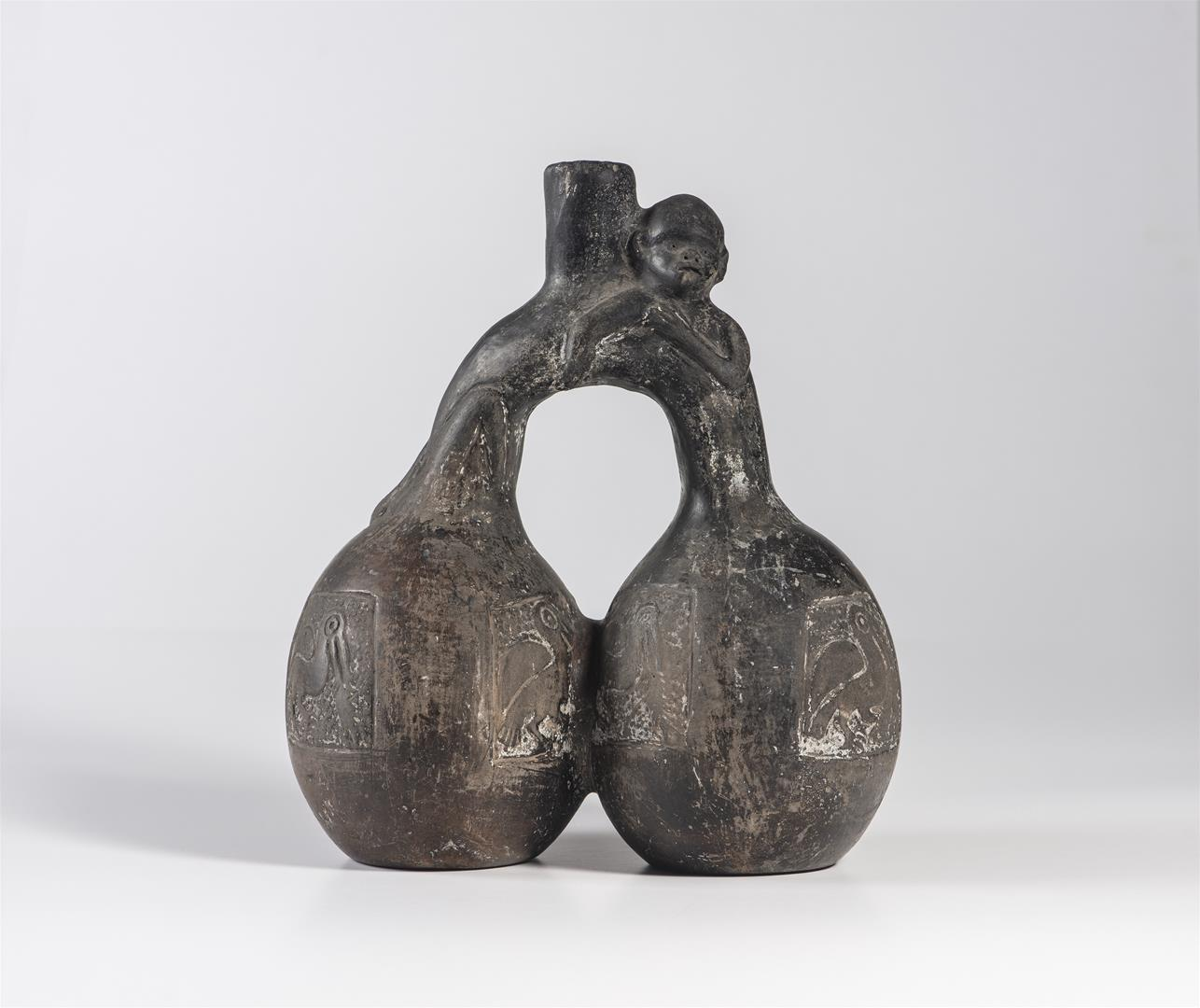
Jarra dupla de argila cinza-preto-castanho, datado entre 1200 e 1450. Item da coleção pré colombiana da Casa Museu Eva Klabin.
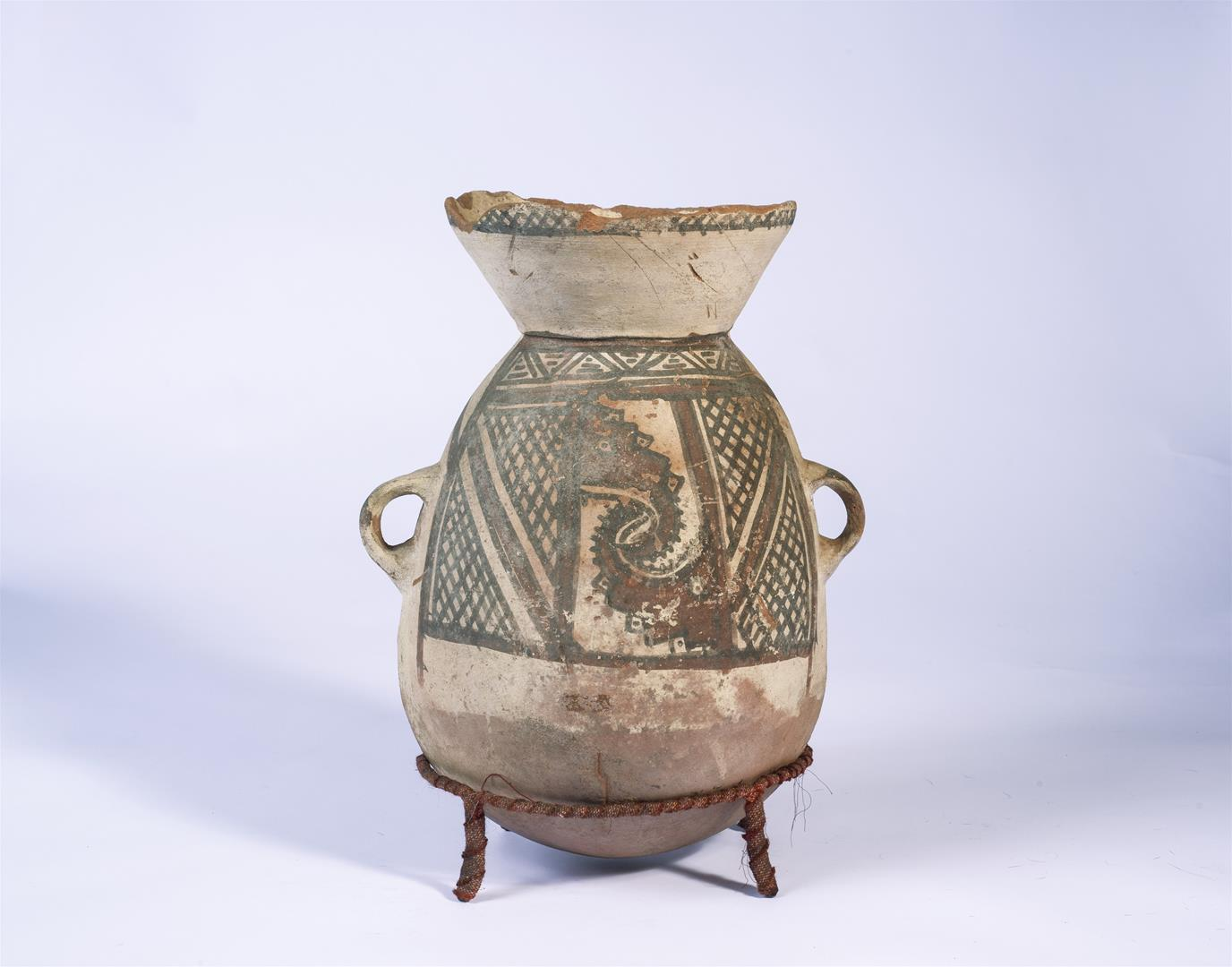
Jarra em argila avermelhada, datado do século X. Item da coleção pré colombiana da Casa Museu Eva Klabin.

- Chibchas
- Civilização Caral
- Cultura Chavín
- Moche
- Incas
- Tupinambá
- Guaranis
- Tehuelche ou patagões.  - Coleção de artefatos Pré Colombianos da Casa Museu Eva Klabin.
  - Cantil de cerâmica redondo, datado entre 1 e 700 da coleção pré colombiana da Casa Museu Eva Klabin.
  - Estatueta de cerâmica datada antes de 1492, coleção pré colombiana Casa Museu Eva Klabin.
  - Figura de cerâmica datada antes de 1492, coleção pré colombiana Casa Museu Eva Klabin.
  - Jarro em forma de ânfora, modelado em argila escura. Datado entre 1200 e 1450. Coleção pré colombiana Casa Museu Eva Klabin.
  - Moringa de argila marrom, datada entre 1 e 700. Coleção pré colombiana Casa Museu Eva Klabin.
  - Moringa em cerâmica, datada antes de 700 AC. Item da coleção pré colombiana da Casa Museu Eva Klabin.
  - Vaso assobiador em argila de cor escura, datado entre 1200 e 1450. Item da coleção pré colombiana da Casa Museu Eva Klabin.
  - Vaso assobiador duplo de cerâmica, datado entre 700 e 1375. Item da coleção pré colombiana da Casa Museu Eva Klabin.
  - Jarra dupla de argila cinza-preto-castanho, datado entre 1200 e 1450. Item da coleção pré colombiana da Casa Museu Eva Klabin.
  - Jarra em argila avermelhada, datado do século X. Item da coleção pré colombiana da Casa Museu Eva Klabin.